# George Adamson
George Adamson (pseudonim Baba ya Simba ur. 3 lutego 1906, zm. 20 sierpnia 1989) – brytyjski działacz na rzecz ochrony zwierząt, działający w Kenii.

## Życiorys
Dzieciństwo spędził na terenie Indii Brytyjskich. W 1925 zamieszkał w Kenii gdzie poszukiwał i handlował złotem, brał udział w safari. W 1938 rozpoczął pracę jako strażnik dzikiej przyrody. W 1944 poślubił Joy Adamson, która pozostałą formalnie jego żoną aż do śmierci w 1980, choć od 1977 pozostawali w separacji. W 1956 Adamsonowie wychowywali lwicę Elzę. Historia ta stała się kanwą kilku książek (Born Free, Living Free) autorstwa Joy, jak i ekranizacji Elza z afrykańskiego buszu. W filmie w rolę Adamsona wcielił się Bill Travers.
Adamson zginął zastrzelony przez somalijskich bandytów, gdy wyruszył na pomoc swojemu asystentowi i młodemu turyście w Parku Narodowym Kora. Został pochowany na terenie tego parku.

## Publikacje
- My Pride and Joy: Autobiography, 1986